# Chudów (województwo śląskie)

Nieoficjalny herb wsi Chudów

Chudów (niem. Chudow, Chutow) – wieś sołecka w Polsce położona w województwie śląskim, w powiecie gliwickim, w gminie Gierałtowice.
W latach 1945–54 siedziba gminy Chudów. W latach 1954–1972 wieś należała i była siedzibą władz gromady Chudów. W latach 1975–1998 miejscowość administracyjnie należała do województwa katowickiego.

## Nazwa
W 1295 w księdze łacińskiej Liber fundationis episcopatus Vratislaviensis miejscowość wymieniona jest jako Cudow.

## Zabytki
- Zamek – częściowo odbudowane ruiny renesansowego zamku z lat trzydziestych XVI wieku, wzniesionego przez szlachcica Jana Saszowskiego z Gierałtowic (vel Gierałtowski z Gierałtowic, z Domu Saszowskich herbu Saszor)[5][6][7] na miejscu wcześniejszego obiektu drewnianego. Obiekt murowany z kamienia i cegły, pierwotnie na planie prostokąta, z dziedzińcem centralnym z krużgankami i studnią. W 2004 roku odbudowano zamkową wieżę, w której mieści się obecnie małe muzeum, prezentujące zabytki z badań archeologicznych obiektu.
- Spichlerz – murowany budynek z końca XVIII wieku, dwukondygnacyjny na planie prostokąta, przekryty dachem mansardowym.

## Inne obiekty

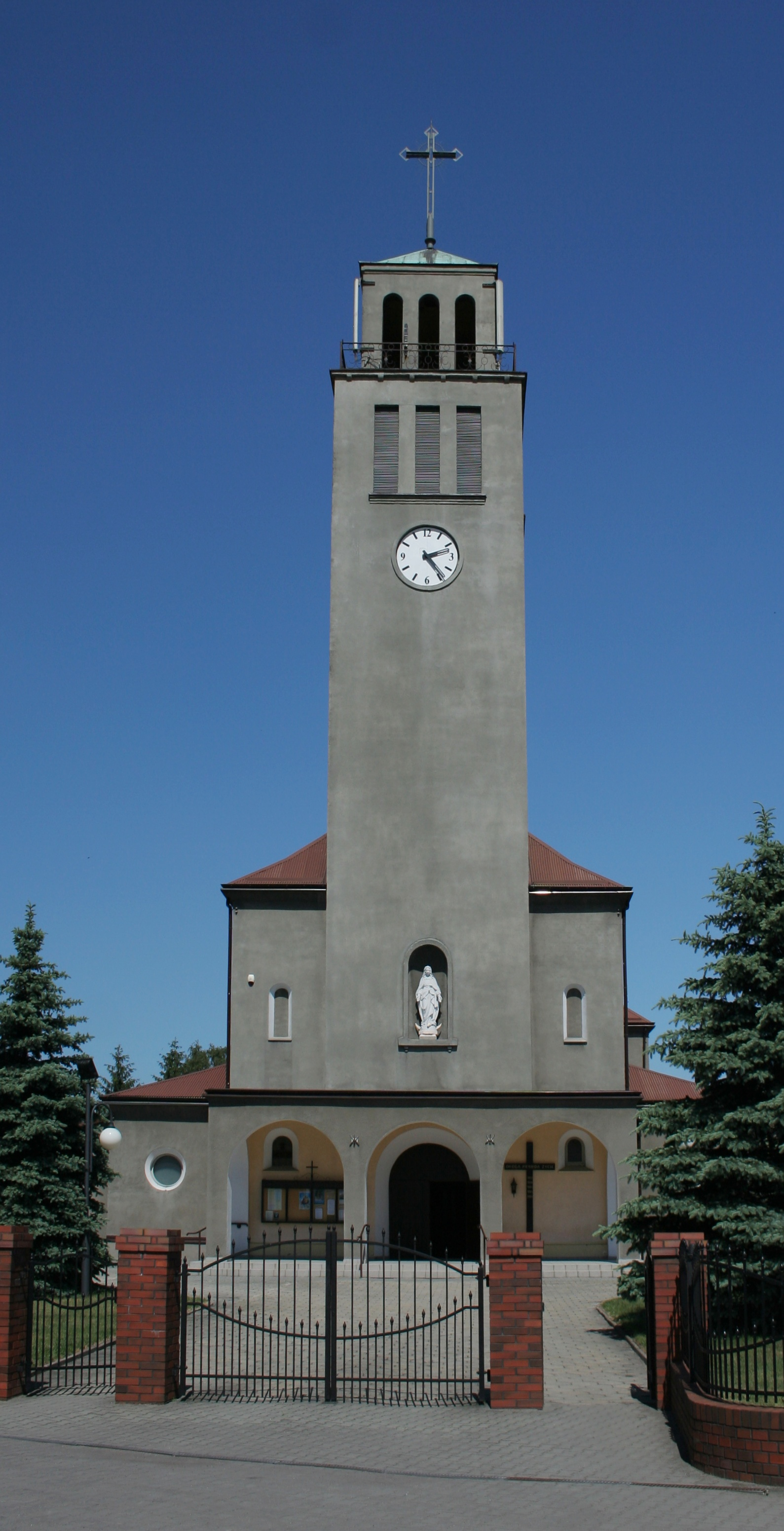
Kościół parafialny

- Szkoła podstawowa im. Witolda Budryka
- Kościół Najświętszej Maryi Panny Królowej Aniołów
- Izba regionalna "Izba łod Starki"

## Turystyka
Przez wieś przebiegają szlaki turystyczne:
- – Szlak Bohaterów Wieży Spadochronowej
- – Szlak Okrężny Wokół Gliwic
- – Szlak Krawędziowy GOP